# La prima Angélica
La prima Angélica is een Spaanse dramafilm uit 1974 onder regie van Carlos Saura.

## Verhaal
De ongehuwde zakenman Luis keert terug naar zijn geboortestad Segovia voor de herbegrafenis van zijn moeder. Tijdens zijn verblijf denkt hij terug aan zijn jeugd, toen zijn familie in tweeën werd gescheurd door de Spaanse Burgeroorlog. Ook de liefde voor zijn nichtje Angélica flakkert weer op.

## Rolverdeling
| Acteur                          | Personage           |
| ------------------------------- | ------------------- |
| José Luis López Vázquez         | Luis                |
| Lina Canalejas                  | Angélica            |
| Fernando Delgado                | Anselmo             |
| María Clara Fernández de Loaysa | Angélica (als kind) |
| Pedro Sempson                   | Vader van Luis      |
| María de la Riva                | Grootmoeder         |
| Marisa Porcel                   |                     |
| Antonio Canal                   | Soldaat             |
| Pedrín Fernández                |                     |
| Trinidad Rugero                 |                     |
| José Villasante                 |                     |
| Josefina Díaz                   | Tante Pilar (oud)   |
| Lola Cardona                    | Tante Pilar (jong)  |
| Encarna Paso                    | Moeder van Luis     |
| José Luis Heredia               | Felipe Sagún        |